# Nehmten
Nehmten er en by og kommune i det nordlige Tyskland, beliggende i Amt Großer Plöner See under Kreis Plön. Kreis Plön ligger i den østlige/centrale del af delstaten Slesvig-Holsten.

## Geografi
Nehmten har navn efter godset af samme navn, og er beliggende cirka 12 km syd for Plön. Delstatshovedstaden Kiel ligger omkring 35 km mod nordvest. Nehmten grænser op til Kreis Segeberg og Østholsten.
I kommunen ligger ud over Nehmten, landsbyerne og bebyggelserne Bredenbek, Godau, Sepel, Vogelsang, Sande, Pehmen, Pehmerhörn, Pehmerfelde og Stadtbek.
Nehmten er beliggende i Naturpark Holsteinische Schweiz ved Stocksee og ved sydenden af Großer Plöner See. I kommunen er der er et naturgenopretningsprojekt af 116 hektar eng langs Tensfelder Au.